# Fabiana Semprebom
Fabiana Semprebom est un mannequin brésilien, née le 26 mai 1984 à Londrina.